# 477
| 477                |
| ------------------ |
| Dødsfald - Fødsler |
|                    |

| Gregoriansk kalender | 477 CDLXXVII            |
| Ab urbe condita      | 1230                    |
| Armensk kalender     | I/T                     |
| Kinesiske kalender   | 3173 – 3174 丙辰 – 丁巳 |
| Etiopisk kalender    | 469 – 470               |
| Jødisk kalender      | 4237 – 4238             |
| Hindukalendere       |                         |
| - Vikram Samvat      | 532 – 533               |
| - Shaka Samvat       | 399 – 400               |
| - Kali Yuga          | 3578 – 3579             |
| Iransk kalender      | 145 BP – 144 BP         |
| Islamisk kalender    | 150 BH – 149 BH         |

Se også 477 (tal)

## Dødsfald
- Geiserik, konge af vandalerriget i Nordafrika.